# Плезант-Веллі Тауншип (округ Поттер, Пенсільванія)
Плезант-Веллі Тауншип (англ. Pleasant Valley Township) — селище (англ. township) в США, в окрузі Поттер штату Пенсільванія. Населення — 78 осіб (2020).

## Демографія
Згідно з переписом 2010 року, у селищі мешкало 86 осіб у 36 домогосподарствах у складі 27 родин. Було 78 помешкань
Расовий склад населення:
| - 97,7 % — білих - 2,3 % — осіб інших рас |

До двох чи більше рас належало 0,0 %. Частка іспаномовних становила 2,3 % від усіх жителів.
За віковим діапазоном населення розподілялося таким чином: 23,3 % — особи молодші 18 років, 56,9 % — особи у віці 18—64 років, 19,8 % — особи у віці 65 років та старші. Медіана віку мешканця становила 41,5 року. На 100 осіб жіночої статі у селищі припадало 120,5 чоловіків;  на 100 жінок у віці від 18 років та старших — 100,0 чоловіків також старших 18 років.
Середній дохід на одне домашнє господарство  становив 56 080 доларів США (медіана — 56 250), а середній дохід на одну сім'ю — 49 970 доларів (медіана — 53 125). 
Цивільне працевлаштоване населення становило 35 осіб. Основні галузі зайнятості: науковці, спеціалісти, менеджери — 22,9 %, освіта, охорона здоров'я та соціальна допомога — 14,3 %, транспорт — 11,4 %, роздрібна торгівля — 11,4 %.